# Larsøya
Larsøya, auch Lars Island oder Lars-Insel, ist eine felsige Insel, die wenige hundert Meter vor der südwestlichen Landspitze Catoodden der Bouvetinsel im Südatlantik liegt. Die Insel ist rund 340 Meter lang und bis zu 190 Meter breit.
Sie wurde erstmals 1898 von der deutschen Valdivia-Expedition unter Carl Chun kartiert. Eine norwegische Expedition unter Kapitän Harald Horntvedt (1879–1946) landete im Dezember 1927 auf der Insel und benannte sie nach Lars Christensen, dem Sponsor der Expedition.